# 黃瑋琦
黃瑋琦（英語：Emily Vickie Wong Wai Kei，1994年5月4日—），2017年度香港小姐競選季軍，目前定居美國加州。

## 簡介
來自美國，2017年大學畢業後回港參選香港小姐。獲得季軍後，2017年9月中正式入讀2017藝員訓練班（第29期藝員訓練班）。
另外，於2017年10月代表香港參加在中國海南三亞舉行的2017年度世界小姐競選，決賽於11月18日舉行，最終落敗，沒有名次。
2018年6月18日，黃瑋琦到沙田出席龍舟競賽活動，並擔任電視台龍舟隊鼓手，於接受訪問時表示，當港姐任期屆滿後將不再續約，返回美國發展從事與時裝設計相關的工作。

## 演出
- 2018 靈犬獻瑞賀新歲
- 2018 大玩特玩

## 曾獲獎項與提名
| 年份   | 獎項                  | 結果 |
| 2017年 | 2017香港小姐競選 季軍 | 獲獎 |

## 外部連結
- 2017香港小姐競選佳麗檔案 - 黃瑋琦 Emily
- 黃瑋琦的Instagram帳戶
- Miss World Contentant 2017 -Emily Wong Hong Kong, China （页面存档备份，存于）

| 前任： 陳雅思 | 香港小姐競選季軍 2017年 | 繼任： 丁子田 |